# Mademoiselle chante le blues
«Mademoiselle chante le blues» (с фр. — «мадемуазель поёт блюз») — песня французской певицы Патрисии Каас, записанная ею в 1987 году. Выпущенная как первый сингл с дебютного альбома, Mademoiselle chante..., песня стала первым хитом Каас. Она попала в десятку самых продаваемых синглов Франции, но настоящий триумф ожидал её в СССР.
Название песни весьма напоминает таковое у композиции «Lady Sings the Blues» (1956) в исполнении Билли Холидей.

## История создания
После провала первого сингла «Jalousie» (1985), написанного Элизабет Депардьё, Каас решила сотрудничать с известным автором Дидье Барбеливьеном, который и написал одиннадцать песен для альбома певицы. В это число вошла и «Mademoiselle chante le blues».
Именно с песней «Mademoiselle chante le blues» Каас дебютировала во французских чартах. Релиз появился на 29-й позиции 28 ноября 1987 года, затем пошёл вверх и к шестой неделе вошёл в горячую десятку, достигнув седьмой позиции 30 января и 13 февраля 1988-го. Проведя в чартах 18 недель, сингл стал «серебряным».
Продав около 192 тыс. копий, песня остаётся второй по коммерческому успеху в карьере Каас, уступая только композиции «Quand Jimmy dit».

## Список композиций
7" сингл
1. «Mademoiselle chante le blues» — 3:46
2. «Patricia voudrait bien» — 3:35

## Чарты и продажи
| Чарт (1987—1988)          | Высшая позиция |
| ------------------------- | -------------- |
| French SNEP Singles Chart | 7              |

| Страна  | Сертификация | Дата | Сертифицировано | Продажи |
| ------- | ------------ | ---- | --------------- | ------- |
| Франция | Серебро      | 1988 | 200,000         | 192,000 |